# デュエット12
『デュエット12』は、1986年11月21日発売された橋幸夫のオリジナルアルバム。LP（28RL-0025）とカセットテープ（28RM-0021)の2形式で発売された。後にCD（32PR-0011）でも発売された。

## 概要
- 橋幸夫経営のリバスター音産より発売されたデュエットヒット曲をカバーしたオリジナルアルバムで、LP形式でのアルバムでは最後のもの。（これ以降のアルバムはCDまたはテープ）。
- ビクター時代には、吉永小百合、三沢あけみ、金沢明子、山中みゆき、西川峰子らの女性歌手とデュエット曲を発表し、リバスターでは安倍里葎子とのデュエット「今夜は離さない」をヒットさせたが、このアルバムでは新人のテン・リーを相手に、多くのデュエット曲をカバーしている。自身の「いつでも夢を」「今夜は離さない」もカバーしている。
- テン・リーは、台湾の基隆市出身で1965年12月11日生まれ。1985年に来日し、1986年リバスターよりデビューしている。[2]
- 橋のリバスター時代のもう一つのデュエット曲「スターダスト上海」（共演＝ステファニー）は翌年発表のため、本作には含まれていない。

## 収録曲
A面
1. いつでも夢を
　作詞：佐伯孝夫　作曲：吉田正　編曲：宮下博次
2. ふたりの大阪
　作詞：吉岡治　作曲：市川昭介　編曲：宮下博次
3. もしかしてパートII
　作詞：榊みちこ　作曲：美樹克彦　編曲：宮下博次
4. カナダからの手紙
　作詞：橋本淳　作曲：平尾昌晃　編曲：宮下博次
5. 別れの夜明け
　作詞：池田充男　作曲：伊藤雪彦　編曲：宮下博次
6. 時計を見ないで
　作詞：みなみらんぼう　作曲：みなみらんぼう　編曲：竜崎孝路

B面
1. 東京ナイトクラブ
　作詞：佐伯孝夫　作曲：吉田正　編曲：宮下博次
2. 別れても好きな人
　作詞：佐々木勉　作曲：佐々木勉　編曲：宮下博次
3. 浪花恋しぐれ
　作詞：たかたかし　作曲：岡千秋　編曲：只野通泰
4. アマン
　作詞：杉紀彦　作曲：森田公一　編曲：宮下博次
5. 居酒屋
　作詞：阿久悠　作曲：大野克夫　編曲：立花亮
6. 今夜は離さない
　作詞：藤波研介　作曲：幸耕平　編曲：南郷達也